# Míngrì tiānyá
Míngrì tiānyá, noto anche col titolo internazionale di All Tomorrow's Parties, è un film del 2003 scritto e diretto da Yu Lik-wai.
È stato presentato nella sezione Un Certain Regard del 56º Festival di Cannes.

## Trama
In un futuro distopico nel quale una superpotenza dittatoriale ha unificato Cina e Corea, i fratelli Xiaozhuai e Xiaomian vengono internati in un campo di prigionia, da dove evadono dopo che un colpo di Stato manda nel caos le istituzioni.